# Casa Senyorial de Beļava
La Casa Senyorial de Beļava (en letó: Beļavas muižas pils) és una mansió a la regió històrica de Vidzeme, a la parròquia de Beļava al nord de Letònia. L'edifici va ser construït al voltant de 1760 en arquitectura barroca. Actualment allotja l'escola primària Krišjānis Valdemars.